# Scoglio della Colombaia
Lo scoglio della Colombaia è un'isola italiana situata a ridosso della costa nord-orientale della Sardegna, in prossimità delle Bocche di Bonifacio tra la spiaggia di La Licciola e l'isola di Spargi.

Appartiene amministrativamente al comune di Santa Teresa Gallura.